# Universidad de Guantánamo
La Universidad de Guantánamo (UG) es una universidad pública ubicada en Guantánamo, Cuba. Fue fundada el 28 de mayo de 1997 y está organizada en siete facultades.

## Historia

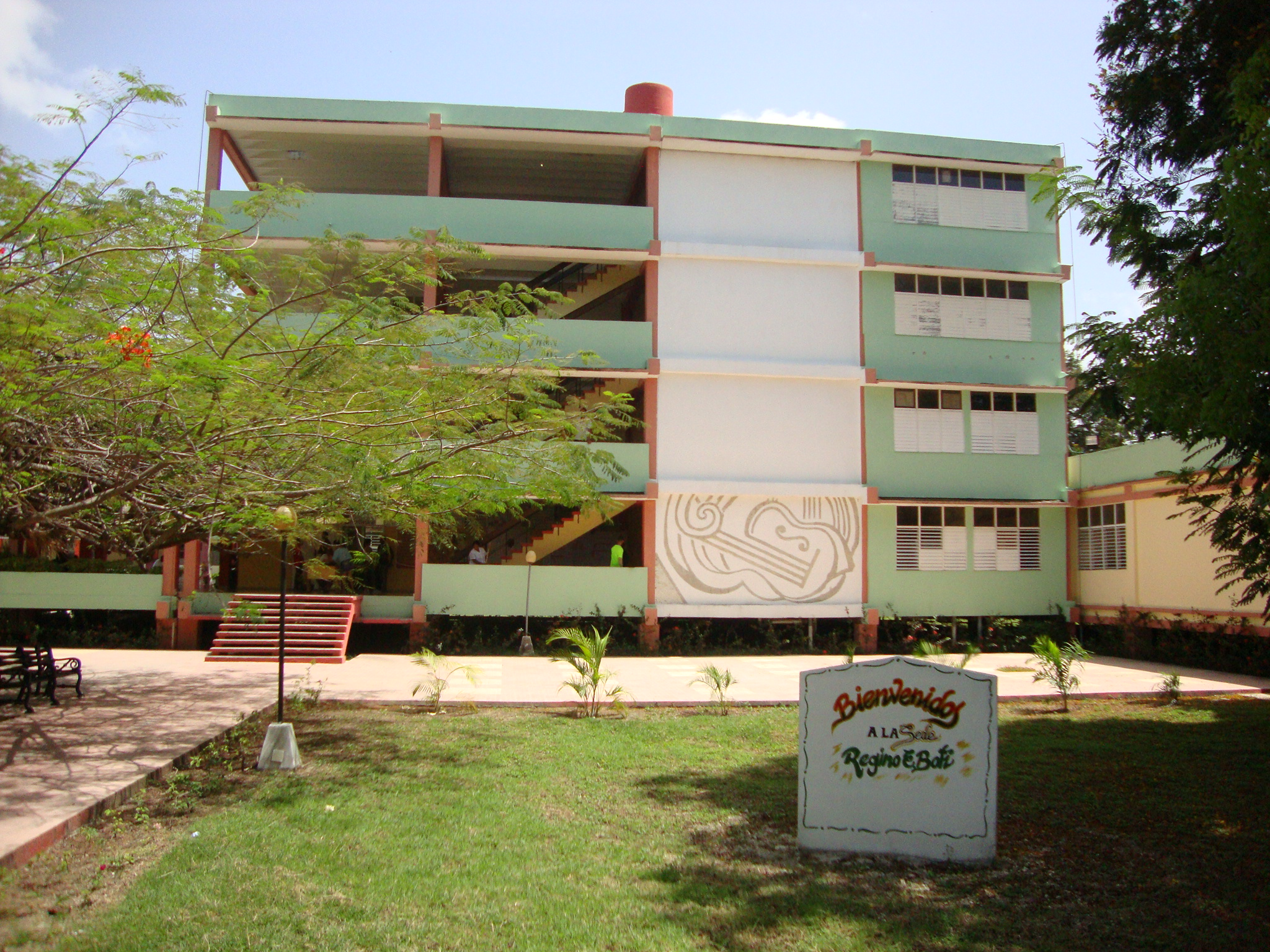
Sede facultad de Ciencias Sociales y Humanísticas.

Tiene sus antecedentes en 1989, en la Filial Universitaria de la Universidad de Oriente que radicaba en Guantánamo, donde se estudiaba la carrera de Ciencias Agropecuarias. Los logros y reconocimientos obtenidos por el centro provocaron que, en 1992, se convirtiera en el Centro Universitario de Montaña de Sabaneta. El 28 de mayo de 1997, se inaugura el Centro Universitario de Guantánamo, integrado por la Facultad Agroforestal de Montaña de Sabaneta y el Centro de Superación Postgraduada.
Por acuerdo del Comité Ejecutivo del Consejo de Ministros, y con fecha  28 de mayo de 1997, se aprobó la creación del Centro Universitario de Guantánamo, adscrito al Ministerio de Educación Superior, fungiendo como Rector al compañero Dr.C. Raúl de la Peña Silva.
A partir del perfeccionamiento constante de la educación superior que se acomete en Cuba, en el mes de junio del 2014, el Consejo de Ministros aprobó la integración de las universidades pertenecientes al Ministerio de Educación Superior, al Ministerio de Educación y el Instituto Nacional de Deporte y Recreación de la provincia en una sola: Universidad de Guantánamo, fortalecida y estructurada en 7 facultades y 31 carreras.

## Organización
La universidad posee 7 facultades:
- Facultad de Ciencias Sociales y Humanístcas

- Facultad de Ciencias Económicas

- Facultad de Cultura Física

- Facultad de Ingeniería y Ciencias Técnicas

- Facultad de Agroforestal

- Facultad de Educación

- Facultad de Educación Infantil